# Jindřich Stuart, lord Darnley
Jindřich Stuart, lord Darnley, vévoda z Albany (7. prosince 1545, West Yorkshire – 10. února 1567, Edinburgh) byl skotský král, manžel skotské královny Marie Stuartovny a otec skotského krále Jakuba VI., který se stal roku 1603 také králem Anglie a Irska jako Jakub I. Stuart.

## Původ
Jindřich pocházel z rodu Stuartovců a byl synem Matyáše Stuarta, IV. hraběte z Lennoxu z mladší rodové linie skotského vládnoucího rodu Stuartů a jeho manželky Markéty Douglasové. Zakladatelem mladší rodové linie byl Sir Jan Stewart (anglicky Stuart), lord Bonkyl († 1298), mladší bratr Jakuba Stewarta, pátého dědičného skotského Stewarta (tedy skotského zemského správce). Jindřich byl zároveň také potomkem dcery skotského krále Jakuba II. Jindřichova matka byla zase dcerou Archibalda Douglase, hraběte z Angusu a jeho ženy Markéty Tudorovny, dcery anglického krále Jindřicha VII. Tudora. Jindřich Stuart byl tedy z matčiny strany pravnukem anglického krále Jindřicha VII. a ze strany otce pravnukem skotského krále Jakuba II. a tedy potomkem skotských i anglických králů.

## Život
Narodil se roku 1545 v pevnosti Newsham v Leedsu, v západním Yorkshiru. Od narození držel titul lord Darnley. 29. července 1565 se v paláci Holyrood Palace v Edinburghu oženil devatenáctiletý Jindřich se svou dvacetitříletou sestřenicí Marií Stuartovnou, vdovou po francouzském králi Františku II. Marie Stuartovna byla dcera skotského krále Jakuba V. a stejně jako její druhý manžel Jindřich Stuart byla i ona příbuznou anglického krále Jindřicha VII. Tudora (Jindřich VII. Tudor byl pradědečkem obou manželů). Jindřich Stuart získal sňatkem titul krále skotského, ale pouze ve formě král-manžel (king consort), tedy bez skutečné moci, kterou držela v rukou jeho žena. Jindřich Stuart nebyl u skotské šlechty příliš oblíben. Byl násilnické povahy a velmi brzy po sňatku si začal dělat nároky na větší pravomoce, než jaké mu příslušely. Byl také velmi žárlivý a svoji manželku nechal neustále sledovat. V jednom ze svých záchvatů žárlivosti nechal dokonce zabít sekretáře své ženy Davida Rizzia. Rodinné vztahy se zlepšily poté, co se Jindřichovi a Marii narodil syn Jakub. Ke své ženě se Jindřich od té doby choval údajně příjemněji, ale i nadále byl nevrlý a zlostný na všechny ostatní osoby u dvora.

## Atentát
Jindřich Stuart, lord Darnley a jeho manželka Marie Stuartovna přijíždějí 1. února 1567 do starého proboštství v Kirk o'Fieldu, které leželo u hradeb Edinburghu, kde se chce Jindřich v klidu léčit ze své nemoci (podle některých indicií se jednalo o neštovice, ale mohlo jít také o kožní chorobu, kterou způsobila jiná infekce – syfilis). 10. února 1567 v noci došlo ve starém proboštství v Kirk o'Field k výbuchu, kterým byl dům zcela zničen. Jednalo se o atentát na Jindřicha Stuarta, lorda Darnleye. Jindřich útok údajně přežil, ale následně byl zavražděn v zahradě domu. Jisté je, že jeho nahé a mrtvé tělo bylo beze stopy násilí nalezeno v zahradě zničeného domu a vzniklo podezření, že zde byl až po výbuchu uškrcen i se svým sluhou. Je ale také možné, že tělo bylo do zahrady vymrštěno samotným výbuchem a shodou náhod na něm nebyla vidět žádná povrchová zranění. Z provedení atentátu byl obviněn James Hepburn. James Hepburn poté unesl královnu vdovu Marii Stuartovnu, která byla v době výbuchu na plese, a týden ji držel v zajetí. Vzhledem k tomu, že se Marie Stuartovna za Jamese Hepburna, hraběte Bothwella ještě téhož roku provdala, existují dodnes spekulace o tom, zda atentát na svého manžela nenaplánovala právě ona a zda onen následující únos byl opravdu únosem. Tyto teorie ale nebyly nikdy potvrzeny.
Zavražděním Jindřicha Stuarta, lorda Darnleye, začalo období úpadku samostatného skotského království, které se nakonec roku 1603 spojilo v personální unii s Anglií a Irskem. Králem všech tří zemí se stal syn Jindřicha Stuarta a Marie Stuartovny Jakub I. Dynastie Stuartovců pak v těchto zemích vládla s přestávkami až do roku 1714, kdy byla vystřídána dynastií hannoverskou.